# Окотея зловонная
Окотея зловонная (лат. Ocotea foetens) — вид деревьев из рода Окотея семейства Лавровые (Lauraceae).
Распространён в поясе Монтеверде на архипелагах Макаронезии — островах Мадейра, Азорских и Канарских островах.
Испанские названия растения — Til, Tilo (тиль).